# Temporada de queimadas na Austrália de 2008-2009

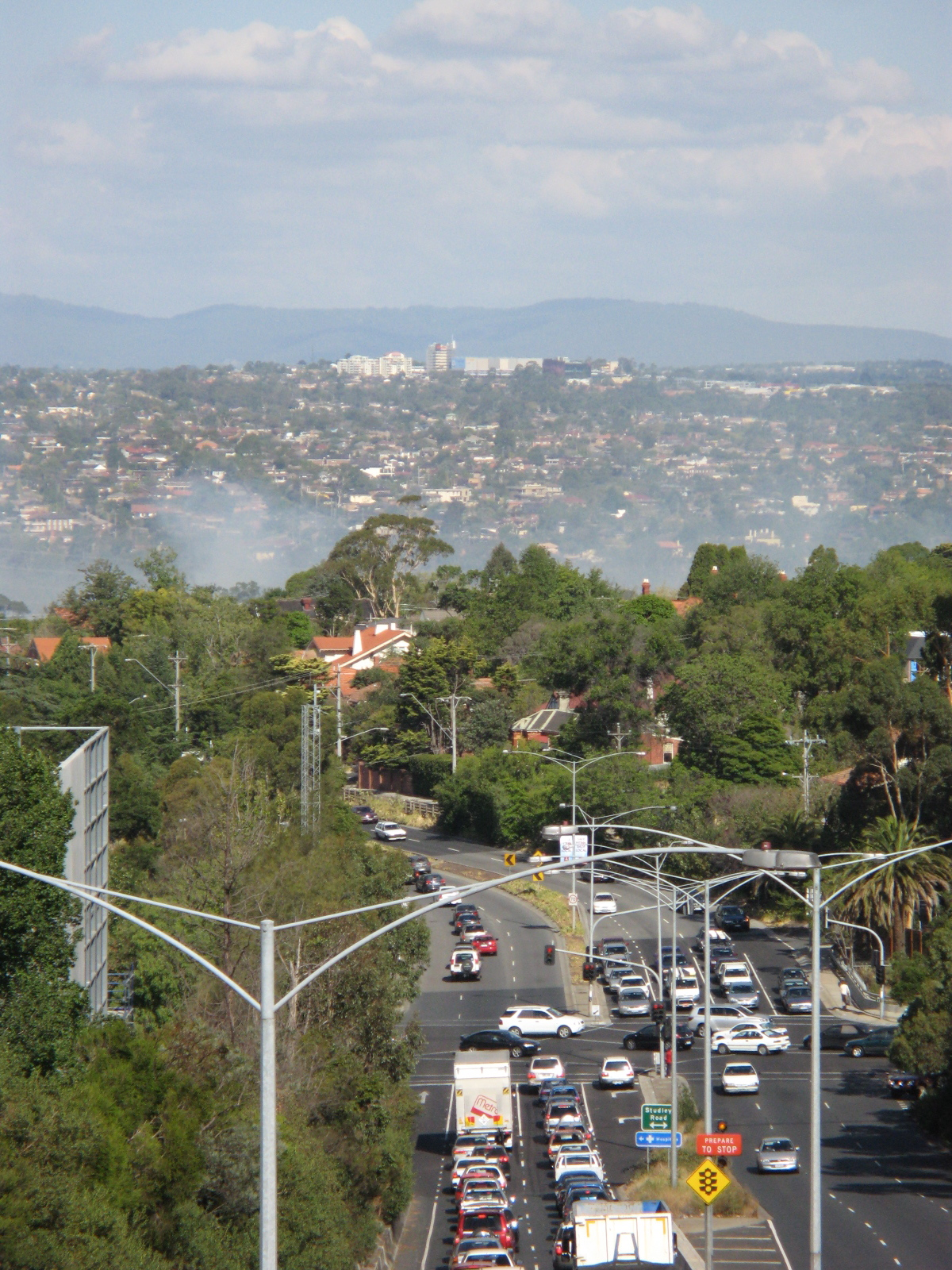
Fumaça de uma queimada em Yarra Flats, entre Heidelberg e Bulleen, que queimou 5 hectares, em 12 de Fevereiro

A temporada de queimadas na Austrália de 2008-2009 começou relativamente tarde, com chuvas acima da média em dezembro, especialmente em Victoria. No entanto, desde o final de janeiro até meados de março de 2009, a temporada esteve em plena atividade, com condições meteorológicas extremamente favoráveis para queimadas em toda Victoria e Austrália Meridional. Em 7 de Fevereiro, as condições extremas para o início de queimadas levaram às queimadas do Sábado Negro, que envolveram vários grandes focos de incêndio, que continuaram a queimar todo o estado por cerca de um mês. 173 pessoas perderam suas vidas nestes incêndios. Mais de 2.000 casas foram destruídas, sendo 3.500 imóveis no total. 7.500 pessoas ficaram desalojadas.
A temporada teve relativamente poucas queimadas durante o final de 2008. Victoria, em particular, experimentou precipitação acima da média no mês de dezembro, diminuindo o risco de queimadas em várias regiões do estado naquele mês. Previsões iniciais em outubro de 2008 mencionavam chances acima da média para a ocorrência de queimadas em todas as regiões costeiras da Austrália, e chances abaixo da média no centro daquele país, onde a seca reduziu o material queimável disponível.
No final de janeiro e início de fevereiro, os efeitos da onda de calor no Sudeste da Austrália aumentaram as temperaturas em todo o sudeste da Austrália, particularmente em Victoria e Austrália Meridional, onde em várias localidades houve quebra de recordes históricos de temperatura. Vários dias de fortes ventos, combinados com o forte calor e a falta de umidade, criaram condições extremas para a formação de queimadas entre 25 de janeiro e 7 de fevereiro de 2009.

## Previsões e avaliações
Em outubro de 2008, as chances de queimadas na Austrália foram avaliadas como estando acima da média no litoral, e abaixo da média no interior do país. Condições de La Niña foram observadas durante a última parte de 2007 e no início de 2008. No entanto, durante todo o ano, a maior parte da Austrália, com exceção do extremo norte de Queensland e do Território do Norte, tiveram totais de precipitação muito abaixo do normal. A região central da Austrália teve chuvas abaixo da média durante vários anos, tendo assim, pouco material queimável, e consequentemente reduzindo o risco de queimadas na região.
Embora estas observações indicassem inicialmente que a temporada 2008/09 teria queimadas em número e proporções acima da média, o aumento da precipitação no final de novembro e dezembro, especialmente em Victoria, reduziu o nível de risco de incêndio. No entanto, a onda de calor no Sudeste da Austrália, em fevereiro, trouxe condições extremas para a formação de queimadas, levando às queimadas do Sábado Negro.

## Cronologia

### Setembro a novembro de 2008
Em setembro, um relâmpago iniciou um incêndio no oeste da Ilha Flinders, no Estreito de Bass. Fortes ventos deixaram inicialmente as queimadas fora de controle.

### Dezembro de 2008
Na Austrália Ocidental, queimadas foram iniciadas por raios no Parque Nacional Cabo Le Grand, a oeste de Esperance, em 19 de dezembro. As autoridades mantiveram contato com 280 campistas no parque nacional naquele fim de semana, dizendo que os campistas tinham a escolha decisiva de ficar ou sair do parque. Em 22 de dezembro, os visitantes não conseguiram acesso ao parque e mais de 200 campistas foram realocados. Porém, 75 campistas decidiram ficar no parque. Bombeiros de outras regiões da Austrália Ocidental foram chamados para auxiliar as autoridades locais durante o fim de semana de 20-21 de dezembro.

### Janeiro de 2009
No final de janeiro, Victoria e Austrália Meridional experimentaram condições extremas para a formação de queimadas, com temperaturas entre 40 a 47°C em Melbourne e Adelaide e na maior parte norte dos estados, além do aumento da velocidade média do vento.
Os incêndios no final de janeiro foram, em parte, provocados pelo advento da onda de calor no Sudeste da Austrália.

#### Victoria
Em 4 de janeiro, pequenos incêndios em Koondrook, perto de Kerang, queimaram áreas de florestas de eucalipto ao longo do rio Murray.
Em 28 de janeiro, vários incêndios se iniciaram em toda Victoria, sendo o maior em McCrae, na Península de Mornington, que queimou 4 hectares de vegetação ao longo da Mornington Peninsula Freeway, ameaçando casas vizinhas. Autoridades fecharam a rodovia em ambos os sentidos durante aquela tarde. O incêndio foi contido por volta das 18:00, com apenas danos mínimos a propriedades. No mesmo dia, um incêndio também ocorreu perto de Mount Disappointment, onde a fumaça representava perigo para os utilizadores de estradas da região de Clonbinane. Outro incêndio 8 km ao sul de Winchelsea, em Wurdiboluc, queimou 20 hectares de vegetação.
Na noite de 28 de Janeiro, bombeiros ligados ao Country Fire Authority (CFA) extinguiram um pequeno incêndio perto de Delburn, em Gippsland, que tinha queimado 30 hectares de vegetação. Na tarde de 29 de janeiro, as equipes de incêndio extinguiram dois incêndios na mesma área, uma das quais ameaçou, a nível local, plantações de pinheiro. Também em 29 de janeiro, o CFA controlou dois pequenos incêndios perto da cidade de Venda; suspeita-se que estes incêndios foram criminosos.
No final de 29 de janeiro e na manhã seguinte, dois incêndios em Delburn aderiram-se, e 500 pessoas estavam envolvidas no combate a este incêndio; os incêndios tinham queimado 10 km² numa área perto de Boolarra e Darlimurra, ao sul da cidade de Morwell.  Além disso, um incêndio em Branxholme, perto de Hamilton, iniciou-se, ameaçando casas em Branxholme e em Byaduk. Após queimar 603 hectares, o incêndio foi contido e posteriormente controlado no dia seguinte.
Em 30 de Janeiro, o incêndio de Delburn tinha seguido para leste, em direção a Yinnar e Boolarra, e para sul, em direção a Mirboo North. 15 diferentes mensagens de "ameaça urgente" foram enviadas aos residentes de Darlimurra, Yinnar, Boolarra e Mirboo North. Cerca de trinta casas foram destruídas na região.
Na noite de 31 de janeiro, as equipes de combate a incêndios focaram seus esforços na contenção do flanco norte do incêndio, que estava a 2 km da principal linha de transmissão de energia de Melbourne, vindo de Latrobe Valley; os incêndios também ameaçaram a Central Elétrica de Hazelwood.
Em 1 de Fevereiro foram estabelecidas linhas de contenção ao redor dos incêndios de Boolarra, embora ainda não estivessem sob controle. O fogo tinha queimado 65 km² de vegetação e destruiu 29 casas, juntamente com vários anexos, além de animais domésticos. Em 3 de fevereiro, as autoridades tinham dividido os incêndios em seis setores, cinco dos quais foram classificadas como constantes, e apenas um, perto de Mirboo North, permaneceu fora de controle.
Em 2 de fevereiro, vinte e três novos incêndios foram iniciados - principalmente devido aos relâmpagos - incluindo três no Parque Estadual de Bunyip, além de outros incêndios perto de Drouin West e Leongatha. No entanto, o aumento da umidade ajudou a conter os incêndios, de acordo com uma autoridade do Departamento de Sustentabilidade e Meio Ambiente do Estado de Victoria.
A polícia acredita que os incêndios de Delburn e Boolarra foram criminosos, e ofereceu uma recompensa de 100.000 dólares australianos por informações que conduzissem à detenção das pessoas responsáveis.
Na sequência dos incêndios de Gippsland, Bruce Esplin, o Comissário dos Serviços de Emergência do Estado de Victoria, propôs uma revisão das regras de construção aplicáveis em determinadas áreas propensas a incêndios florestais, dizendo que "Acredito que com as mudanças, a frequência e a gravidade das queimadas que nós estamos enfrentando, acho que a comunidade vai ter que repensar sobre onde construir ou se é possível construir num lugar como este ". Logo em seguida a esses incêndios, Bob Cameron, o Ministro dos Serviços de Emergência do Estado de Victoria, anunciou que o governo de Victoria analisará formas de combater as queimadas, incluindo a possibilidade de um registro de pessoas já condenadas pelo crime de atear fogo.

#### Austrália Meridional
Uma queimada perto de Port Lincoln, na Austrália Meridional, destruiu duas casas e várias outras construções em 13 de Janeiro. O incêndio ficou sob controle por volta das 14:00. O incêndio foi provocado pela alta temperatura (43°C) e pelos fortes ventos de noroeste. Um total de 260 hectares foi queimado pelo fogo, controlado graças a condições meteorológicas mais favoráveis em 14 de Janeiro.

#### Nova Gales do Sul
Nas Montanhas Azuis, três queimadas em terrenos privados foram contidos. Autoridades evitaram a entrada dos incêndios num parque nacional, onde poderiam provavelmente se espalhar por todo o Parque Nacional das Montanhas Azuis.
Em 1 de fevereiro, um serviço rural de combate a queimadas de Nova Gales do Sul declarou "Seção 44", código de serviço, devido a duas queimadas próximas a Tumut, e uma próxima de Cabramurra, após terem sido iniciadas por uma trovoada seca na noite de 31 de janeiro. A queimada perto de Meadow Creek foi controlada após a queima de 20 hectares no Parque Nacional de Minjary, aproximadamente a 8 quilômetros a noroeste de Tumut. Outra queimada, perto de The Mill, foi controlada após queimar cerca de 20 hectares de vegetação, a cerca de catorze quilômetros a sudeste de Tumut. A queimada de Happy Valley queimou 60 hectares de um desfiladeiro íngreme dentro do Parque Nacional de Kosciuszko, a cerca de um quilômetro de Cabramurra.

#### Austrália Ocidental
Em 16 de janeiro, um incêndio iniciou-se perto de Bridgetown, na região sudoeste da Austrália Ocidental, e destruiu pelo menos três propriedades na região. Ao mesmo tempo, um incêndio que começou em Two Rocks, a norte de Perth, queimou mais de 8.000 hectares de vegetação em torno do Parque Nacional de Yanchep. Também em 16 de janeiro, um incêndio queimou 40 hectares de vegetação em Kings Park, a atração turística mais visitada no centro de Perth. Suspeita-se que o incêndio seja criminoso.

### Fevereiro de 2009

#### Nova Gales do Sul
Em 2 de fevereiro de 2009, um raio iniciou uma queimada a cerca de dez quilômetros de Barmedmann. Um serviço rural de combate a incêndio de Nova Gales do Sul declarou "seção 44", código de serviço, para a queimada às 03:00 AEDT de 3 de Fevereiro. O incêndio ocorreu numa propriedade privada, queimou cerca de 320 hectares de vegetação.

#### Victoria

##### 7 de fevereiro (Sábado Negro)

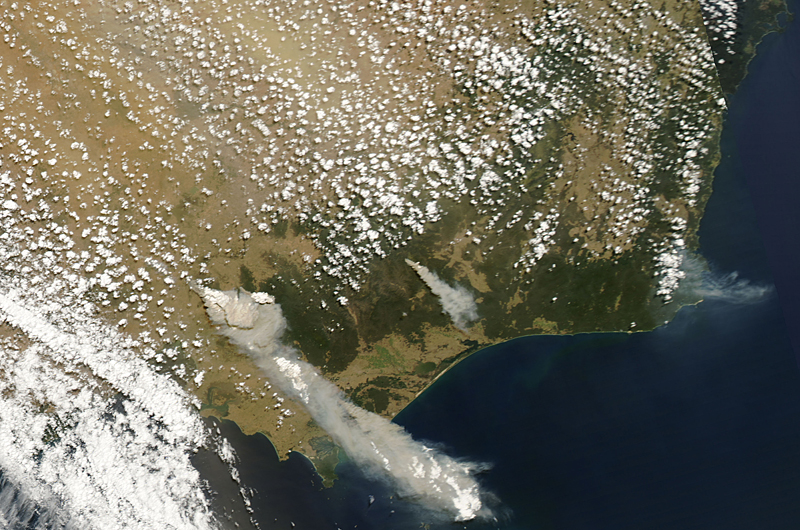
Imagem de satélite mostrando fumaça e nuvens "pyrocumulus" no leste de Victoria, em 7 de fevereiro

Em 7 de fevereiro, Victoria experimentou uma das piores condições para a formação de incêndio na história. Várias localidades registraram as temperaturas mais elevadas desde que os registros foram iniciados, há 150 anos, incluindo Melbourne, que registrou uma temperatura de 46,4 °C, a maior temperatura já registrada numa capital australiana. A falta de umidade e as altas temperaturas tiveram a colaboração de fortes rajadas de vento (100–120 km/h), e, até o meio da tarde, centenas de incêndios estavam ocorrendo todo o estado. Pequenos incêndios ocorriam em vários locais em toda a Grande Melbourne; muitos bairros ou cidades periféricas foram afetados pelas queimadas, especialmente o leste e o nordeste da região.
173 pessoas morreram e cerca de 500 ficaram feridas. Mais de 2.000 residências foram destruídas, e 7.500 pessoas foram desalojadas. No entanto, estes números estão sendo constantemente revistos. As áreas mais afetadas incluem Kinglake, Marysville e zonas circunvizinhas, e as cidades do sul e sudeste de Morwell, no oeste da região de Gippsland. Estima-se que os incêndios tenham queimado mais de 450.000 hectares de vegetação em toda Victoria, no total.

##### Yarra Flats
Em 12 de fevereiro, um pequeno incêndio iniciou-se perto da principal trilha de Yarra, no Parque de Yarra Flats Park, na margem oeste do rio Yarra e no sul de Banksia Street Bridge, na grande Melbourne. O fogo queimou entre 3-5 hectares de pastagens. A fumaça do incêndio foi transportada para noroeste, ao longo de Heidelberg e dos bairros setentrionais de Melbourne.

##### Belgrave / Tecoma
Em 15 de Fevereiro, os residentes de Ferny Creek, Sherbrooke, Kallista, Tecoma e Belgrave foram advertidos pelo Country Fire Authority (CFA) para permanecerem em alerta devido a um incêndio que já tinha devastado 5 hectares na região de Belgrave / Tecoma. O incêndio foi rapidamente contido, sem ameaçar residências.

##### Queimadas de 23 de fevereiro

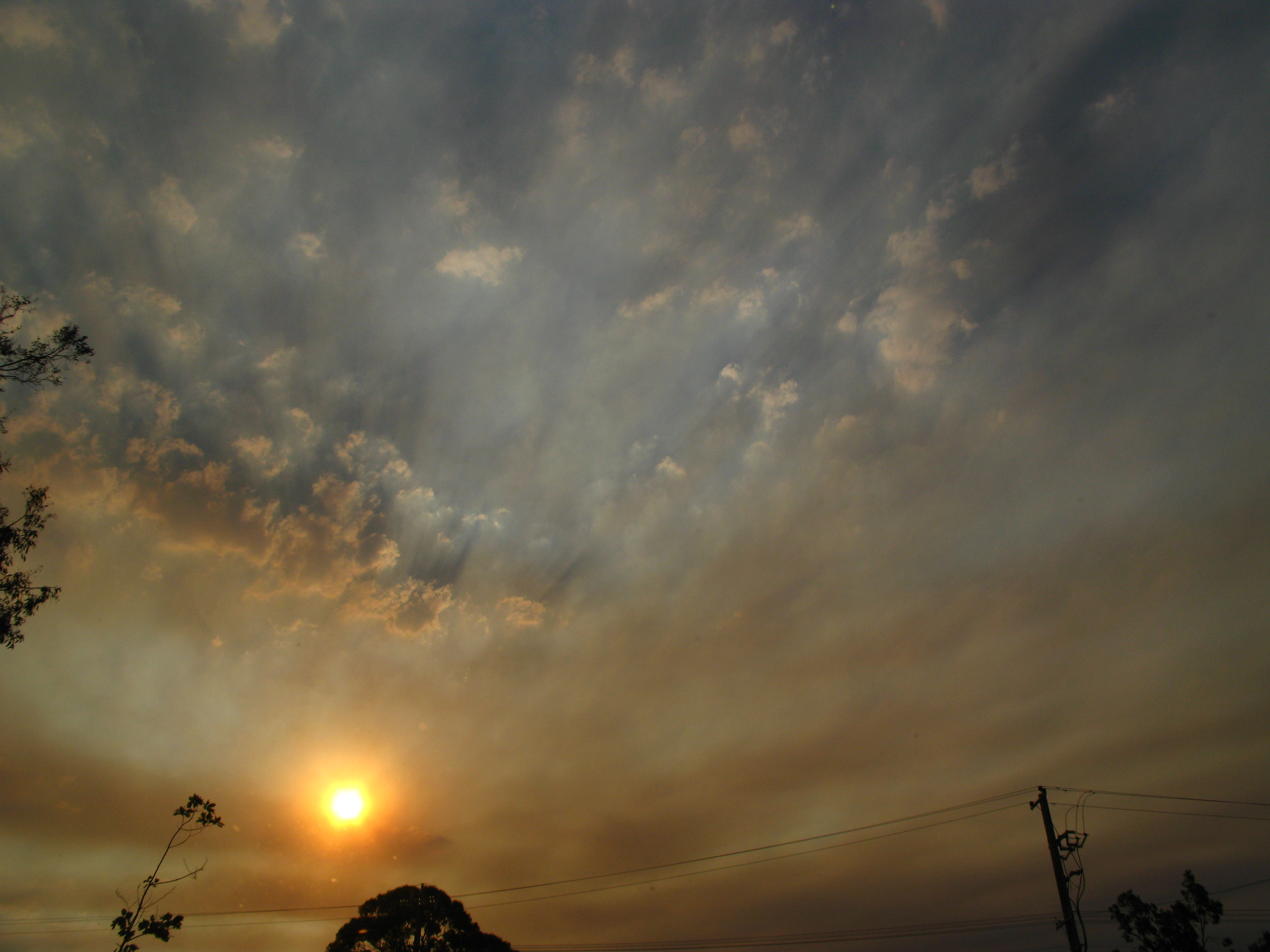
Fumaça proveniente do sul de Dandenongs e Daylesford, em Melbourne, em 23 de fevereiro

Em 23 de Fevereiro, provocados pelo movimento errático do vento e pelas altas temperaturas, novos incêndios foram iniciados em várias localidades em Victoria. Novos grandes incêndios incluíram:
- Upwey / Lysterfield / Belgrave Sul.- Iniciado no sul de Dandenong Ranges, no sul de Upwey, espalhou-se rapidamente para sudeste pelo Parque Lysterfield e em partes de Belgrave South e Belgrave Heightss, incluindo partes do Parque Birdsland (onde o "Incêndio da Quarta-Feira de Cinzas de 1983 havia se originado). Um caminhão de combate a incêndios do Country Fire Authority (CFA) foi destruído, e vários bombeiros tiveram que ser levados para o hospital com ferimentos leves. Nenhuma residência foi destruída, mas pelo menos uma construção e outras estruturas foram danificadas ou destruídas.

- Daylesford. Incêndios foram iniciados ao sul de Daylesfords, que queimaram mais de 2.000 hectares de vegetação; as cinzas foram levadas pelo vento para locais distantes, tais como Gisborne.

- Rodovia Yarram-Napier. Um incêndio iniciou-se perto de Yarram e afetou a floresta de Mullundong.

#### Austrália Ocidental
Em 23 de fevereiro, um incêndio foi iniciado perto de Mundijong, que chegou a ameaçar 40 casas. 18 hectares foram queimados. O incêndio foi controlado em cinco horas.

### Março de 2009

#### Victoria

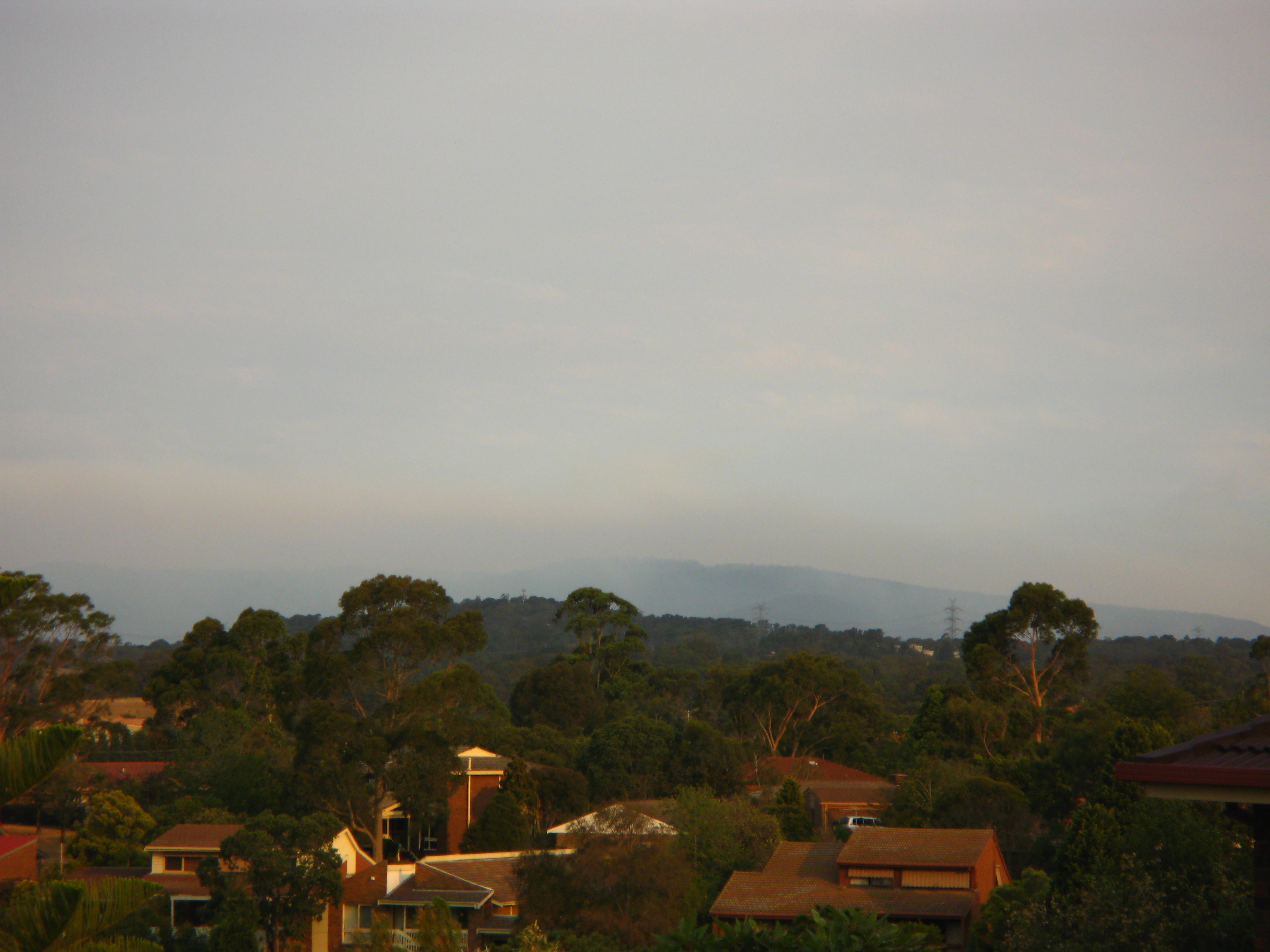
As queimadas da região sul de Dandenong Ranges, em 23 de fevereiro

Em 2 de Março, como prevenção às previsões de condições extremas de formação de queimadas previstas para os dias seguintes, muitos residentes em Victoria receberam uma mensagem SMS, com avisos mencionando a previsão de condições extremas para a formação de queimadas, Os SMSs partiram da Polícia de Victoria para todos os proprietários de celulares no estado. A mensagem dizia: Msg da Polícia de Victoria: Tempo severo em Victoria na noite de segunda-feira e na terça-feira. Risco de fortes ventos e baixa umidade. Ouça as rádios ACB locais para atualizações de emergência. Não responda a esta mensagem. A mensagem foi enviada para cerca de 3-5 milhões de telefones celulares em toda Victoria.
Em 3 de Março, apesar da chuva em várias partes do estado e as previsões de temperatura máximas terem caído de 30 para 20 °C, o vento, porém, deixava as condições para a formação de queimadas idênticas ao que foi previsto anteriormente. Vários novos incêndios começaram em todo o estado, a maioria dos quais eram pequenos, controlados e extintos facilmente. Um incêndio iniciou-se próximo a Doreel por volta da 02-03:00, e o Country Fire Authority subsequentemente enviou uma mensagem urgente de ameaça imediata para as comunidades na área em que o incêndio poderia ameaçar, principalmente para as áreas ao norte do foco de incêndio, para onde o incêndio estava seguindo devido aos fortes ventos. Os serviços de emergência receberam mais de 300 chamadas, 56% das quais foram devido a árvores caídas. Mais de 10.000 moradores, principalmente no sudoeste e sudeste de Victoria, ficaram sem o fornecimento de energia.
Entre 4 e 6 de março, as condições meteorológicas mais favoráveis, incluindo temperaturas mais baixas e chuva, permitiram aos bombeiros conter e controlar muitos dos incêndios, incluindo os grandes incêndios que se iniciaram em 7 de fevereiro. Em meados de março, muitos dos incêndios foram completamente extintos.
Em 22 de Março, relâmpagos provocaram vários pequenos incêndios no leste de Victoria, principalmente perto de Cann River.